# Claudine Schmidt-Lainé
 (décembre 2023).
Si vous disposez d'ouvrages ou d'articles de référence ou si vous connaissez des sites web de qualité traitant du thème abordé ici, merci de compléter l'article en donnant les références utiles à sa vérifiabilité et en les liant à la section « Notes et références ».
Claudine Schmidt-Lainé, née le 19 janvier 1955 à Rouen, est une mathématicienne appliquée française, spécialiste de la modélisation mathématique de phénomènes complexes et de la simulation numérique de systèmes d’équations aux dérivées partielles non linéaires. Elle s’est particulièrement intéressée aux applications en mécanique des fluides, turbulence, combustion et flammes, notamment industrielles.

## Formation
Diplômée de l’École centrale Paris (Promotion 1977), Claudine Schmidt-Lainé est aussi docteur ingénieur (1980) et docteur d’état en mathématiques (1985). Elle effectue un séjour post-doctoral aux États-Unis à l’Université Cornell. Recrutée au CNRS en 1981 en section de mathématiques, elle consacre ses recherches à la modélisation et à la simulation numérique pour la mécanique des fluides et la combustion, le cœur de ces modèles mathématiques étant l’équation de Navier-Stokes. Directrice de recherche depuis 1990, elle exerce au laboratoire de Mathématiques pures et appliquées de l’École Normale Supérieure de Lyon.

## Carrière de chercheur, de direction et d’animation de la recherche
En 1992, elle est chargée de mission pour le département Sciences physiques et mathématiques du CNRS, avant de devenir en 1993 directrice scientifique adjointe de ce même département, chargée de la section de physique théorique et de l’interdisciplinarité. Elle est secrétaire du Comité d’orientation des moyens informatiques (COMI) du CNRS, où elle contribue à l'élaboration d'une politique de méso-informatique. En 1994, elle contribue à la création d’Organisation associative du parallélisme (ORAP) (CNRS, CEA, EDF, INRIA[Quoi ?]), qui matérialise la transition du calcul vectoriel au calcul parallèle, puis au calcul haute performance. Elle en est directrice exécutive de 1994 à 1999, puis présidente jusqu'en 2005, succédant à Jacques-Louis Lions et à Paul Caseau. Elle conçoit et pilote également le Programme national Interdisciplinaire Modélisation et Simulation Numérique de 1995 à 1997.
Elle est détachée en tant que premier directeur scientifique du Cemagref de 1998 à 2009. Elle a mis en place une politique de rapprochement avec la recherche académique, en encouragent les chercheurs du Cemagref à soutenir des habilitations à diriger des recherches, permettant ainsi aux chercheurs habilités à participer pleinement aux formations doctorales. Cette politique a permis au Cemagref d'obtenir son plein statut d'EPST, comme l'atteste la première évaluation AERES de l'établissement en 2008. Elle a participé au comité chargé de l'évaluation des impacts environnementaux de l'exploitation du lanceur Ariane 5 en Guyane en 2003, et a co-dirigé le cluster de recherche[Quoi ?] Environnement avec Bernard Chocat et du Groupe de recherche EnvirhonAlp de la région Rhône-Alpes en 2010. En outre, elle a contribué à des rapports et à des ouvrages de l'Académie des sciences et du CADAS,,
En parallèle de ses responsabilités au CNRS, elle a été nommée et participé à des comités et conseils scientifiques, tels que le Cirad, le BRGM, l'INERIS, l'INEE[Quoi ?], à la présidence du programme Amazonie du CNRS, la Commission pour l’interdisciplinarité du CNRS (2002-2004, présidence), le Conseil supérieur de la recherche et de la technologie (deux mandats 1999-2005), le conseil de l'AERES (2011-2013), le conseil scientifique du Musée des Confluences, le conseil scientifique du Musée des Arts et Métiers, la présidence du Conseil d’administration du Centre informatique national de l’enseignement supérieur, 2006-2007), la présidence du conseil scientifique d'Axelera (pôle de compétitivité à vocation mondiale « chimie-environnement, jusqu’en 2009).
De 2010 à 2011, elle a été directrice de l’Institut des sciences de l'ingénierie et des systèmes du CNRS, où elle a animé la relation scientifique entre le CNRS et l’Académie des technologies. Elle participe au monitoring du 6e Programme-cadre pour la recherche et le développement technologique, à l'évaluation de la collaboration de la commission européenne avec l’Argentine (2010-2011), et est membre du comité d'évaluation de la Recherche au Chili (2012).

## De la recherche à l’éducation (2013-2018)
Nommée recteur-chancelier de l’académie de Rouen (3 janvier 2013), puis recteur-chancelier de l’académie de Grenoble en septembre 2015. Elle lance divers projets :
- Lutte contre le décrochage scolaire avec le programme Motiv'action de persévérance scolaire (collaboration avec Michel Janosz, professeur à l’Université de Montréal)
- Mise en réseau systématique des lycées professionnels et technologiques, réseaux préfigurateurs des campus des métiers et des qualifications, afin de stimuler les ambitions des élèves. Cette initiative s'appuie sur un management participatif avec les chefs d'établissement et les corps d'inspection. Les travaux du CEREQ la présentent et l'analysent avec précision[8],[9].
- Création des campus des métiers et des qualifications, CMQ3E « énergie et efficacité énergétique » labellisé dès le premier appel d’offres CMQ et conçu dès sa fondation avec une ouverture internationale figurant désormais dans la labellisation des campus des métiers d’excellence[10].
- Création de campus des métiers et des qualifications, en Normandie :  CMQ3E, CMQ PMSE, CMQ biotechnologies et bioindustrie ; dans l’académie de Grenoble : CMQ mécanique connectée (vallée de l’Arve), premier CMQ transfrontalier: conception durable et innovante (Annemasse)
- Création d’un conseil scientifique académique international favorisant les liens entre les enseignements supérieurs et scolaires (MIPES) à Grenoble : La stratégie de la MIPES vise à créer une dynamique de réseau entre les dispositifs académiques de lutte contre le décrochage, les acteurs de terrain et les chercheurs, le monde de l'éducation et ses partenaires extérieurs
- Aide à la conception de projets lauréats, avec Jean-Charles Pomerol, aux appels d’offres e-Fran (financements investissements d’avenir)[11], Fluence : Fluence de lecture[12], Expire : Expérimenter la pensée informatique des élèves[13]
- Déploiement de dispositifs d’immersion linguistique en école élémentaire (EMILE)[14]

Elle est démise de ces fonctions le 28 mars 2018, elle est renvoyée au tribunal correctionnel le 29 mars 2018 et sera condamnée, le 5 septembre 2018, à 2 mois de prison avec sursis pour détournement de fonds publics. Le même jour, elle annonce interjeter appel de cette condamnation.

## Distinctions
- Chevalier de l'ordre national du Mérite (2000)
- Chevalier de la Légion d'honneur (2008)

Par décret présidentiel du 2 juillet 2021, elle est suspendue de ces deux ordres pour une durée de trois ans à la suite de sa condamnation pour détournement de fonds publics en 2018[réf. souhaitée]. 
- Élue, en 2006 membre correspondant de l’Académie d'agriculture de France, et en 2008 membre de l’Académie des technologies.
- Le grade honorifique de Docteur honoris causa de l’Institut national de recherche scientifique (INRS, Canada) lui est décerné en 2011.